# Биншток, Лев Моисеевич
Лев Моисеевич Биншток (псевдонимы: Л. Улейников, Проезжий, Русский, Русский еврей); 1836, Локачи, Владимир-Волынский уезд, Волынская губерния — 1894, Тель-Авив, Палестина, Оттоманская империя (ныне Израиль) — российский публицист, редактор «Волынских губернских ведомостей».

## Биография
Родился в 5-й день Песаха. Учился в хедере, приходском училище и гимназии. В 1858 окончил Житомирское раввинское училище. Был казённым раввином в Житомире с 1859 по 1862 и преподавателем еврейского закона Божьего в мужской и женской гимназиях Житомира, учителем еврейского языка в Житомирском раввинском училище. С 1867 состоял учёным евреем при киевском генерал-губернаторе и помощником редактора «Волынских губернских новостей». С 1892 в качестве уполномоченного общества вспомоществования палестинским евреям жил в Палестине.
Автор статей о жизни евреев в России в «Русском вестнике», «Рассвете», «Московских ведомостях», «Современной летописи», «Волынских губернских ведомостях», «Восходе» (биография С. М. Абрамовича, 1884, ноябрь).
Сын — журналист Михаил Львович Биншток.

## Избранное
- Л. Биншток. Вопрос об еврейских училищах. Москва: Университетская типография Катков и К, 1866.
- Л. Улейников. Еврейские земледельческие колонии Екатеринославской губернии. СПб, 1891.